# J.K. Rowling
J.K. Rowling, właśc. Joanne Murray, z d. Rowling (ur. 31 lipca 1965 w Chipping Sodbury) – brytyjska pisarka, scenarzystka, producentka filmowa i telewizyjna, filantropka, a wcześniej nauczycielka języka angielskiego. Sławę przyniosła jej seria powieści fantasy Harry Potter, której sprzedaż przekroczyła pół miliarda egzemplarzy.

## Życiorys
Joanne Rowling urodziła się w Chipping Sodbury w South Gloucestershire jako córka Anne i Petera Jamesa Rowlingów. Ze strony matki ma korzenie francuskie i szkockie. W wieku czterech lat wraz z rodziną zamieszkała w Winterbourne. Uczęszczała do szkoły średniej Wyedean School, gdzie matka pisarki pracowała jako technik w Wydziale Nauk. W 1986 ukończyła studia na Uniwersytecie w Exeter – uzyskała licencjat z filologii francuskiej i filologii klasycznej. Po studiach przeprowadziła się do Londynu i podjęła pracę dla Amnesty International. W późniejszym okresie wraz ze swoim ówczesnym partnerem przeniosła się do Manchesteru, a następnie wyjechała do Portugalii i zamieszkała w Porto, gdzie nauczała języka angielskiego. 16 października 1992 poślubiła dziennikarza Jorge Arantesa, a rok później urodziła się ich córka Jessica. Para rozwiodła się w 1993. Po rozwodzie pisarka razem z córką wróciła do Londynu.

### Harry Potter
Zanim stworzyła przygody Harry’ego Pottera, J.K. Rowling napisała dwa utwory, których nie wydano. Zarys bestsellerowej powieści został przygotowany podczas oczekiwań na opóźniony pociąg. Jak sama mówi, zanim osiągnęła cel swojej podróży miała już gotowe postacie oraz znaczną część fabuły książki Harry Potter i Kamień Filozoficzny. Nad powieścią pracowała w Edynburgu, jednocześnie kończąc studia podyplomowe. Pracę nad książką zakończyła w 1995, następnie nawiązała współpracę z wydawnictwem Bloomsbury.
Seria o Harrym Potterze przyniosła jej duże dochody. W 2008 wielkość jej majątku oszacowano na 740 milionów funtów, czyli około 3,5 miliarda złotych albo 1,5 miliarda dolarów.
Wśród nagród, którymi pisarka została uhonorowana, znalazł się także Order Uśmiechu – przyznany przez polskich młodych czytelników w 2002.
J.K. Rowling prowadzi witrynę internetową poświęconą tematyce Harry’ego Pottera, Pottermore. Po premierze siódmego tomu, poinformowała tam o planach zrealizowania encyklopedii poświęconej tematyce Harry’ego Pottera, na wzór Historii Hogwartu. W 2012 autorka ogłosiła rozpoczęcie prac nad tym projektem. Pieniądze ze sprzedaży encyklopedii zostaną przeznaczone na cele charytatywne.

### Inne utwory
27 września 2012 została wydana jej pierwsza książka dla dorosłych – Trafny wybór, na podstawie której powstał serial telewizyjny.
Po wydaniu Trafnego wyboru autorka, posługując się pseudonimem „Robert Galbraith” (od początku nie ukrywała, że to ona tego pseudonimu używa), zaczęła pisać powieści kryminalne, których bohaterami są londyński prywatny detektyw Cormoran Strike, wojenny weteran z Afganistanu z protezą nogi i jego młoda asystentka, a potem wspólniczka Robin Ellacott. Pierwsza powieść, Wołanie kukułki, ukazała się w 2013, a do roku 2022 autorka napisała pięć kolejnych powieści. Telewizja BBC One zrealizowała serial na ich podstawie z Tomem Burke’em i Holliday Grainger w rolach głównych.

## Życie prywatne
Joanne Rowling ma młodszą siostrę Dianne. Pisarka jest żoną młodszego od siebie szkockiego lekarza anestezjologa Neila Murraya. Para pobrała się 26 grudnia 2001, mają dwójkę dzieci: syna Davida i córkę Mackenzie. Z poprzedniego małżeństwa, z portugalskim dziennikarzem Jorge Arantesem, pisarka ma córkę Jessicę. W okresie poprzedzającym stworzenie serii Harry Potter cierpiała na depresję kliniczną. Pisząc pierwszą powieść, będąc po rozwodzie, samotnie wychowywała dziecko.

### Imię
Przed publikacją Harry’ego Pottera i Kamienia Filozoficznego, pod wpływem sugestii wydawcy, Bloomsbury, Rowling zdecydowała się podpisać książkę inicjałami, dodając drugie imię. Wybrała imię swojej babki – Kathleen, którego formalnie pisarka nigdy nie nosiła. W ten sposób powstał pseudonim „J.K. Rowling”. Po swoim drugim mężu przyjęła nazwisko Murray. W życiu prywatnym posługuje się zdrobnieniem „Jo”. Jak podkreśla, w dzieciństwie pełnym imieniem zwracały się do niej jedynie osoby nastawione do pisarki pejoratywnie.

## Dobroczynność
W 2005 Joanne Rowling założyła organizację charytatywną Lumos, która pomaga dzieciom i młodzieży poprzez reformę systemu opieki nad dziećmi na całym świecie.
3 marca 2022, podczas rosyjskiej inwazji na Ukrainę w ramach wojny rosyjsko-ukraińskiej, Rowling wspierała Ukrainę na Twitterze. Kilka dni później pisarka ogłosiła, że przekaże do 1 miliona funtów na wsparcie dzieci na Ukrainie.

## Kontrowersje
Joanne Rowling spotkała się z krytyką ze strony części obserwatorów ze względu na jej poglądy uważane za transfobiczne.
W 2019 na swoim koncie w serwisie Twitter broniła Mayi Forstater, która została zwolniona z pracy za wypowiadanie się przeciwko osobom transpłciowym. W czerwcu 2020 roku na tym samym portalu, skrytykowała artykuł przedsiębiorstwa Devex za użycie terminu „osoby menstruujące” zamiast słowa „kobieta”.
Jej poglądy zmotywowały część graczy do bojkotu gry Dziedzictwo Hogwartu, której akcja rozgrywa się w uniwersum Harry’ego Pottera. Jednak bojkot okazał się bezskuteczny i przyniósł efekt dokładnie odwrotny do zamierzonego.

## Publikacje

### SeriaHarry Potter
- 1997: Harry Potter i Kamień Filozoficzny (Harry Potter and the Philosopher’s Stone), polskie wydanie: 10 kwietnia 2000
- 1998: Harry Potter i Komnata Tajemnic (Harry Potter and the Chamber of Secrets), polskie wydanie: 13 września 2000
- 1999: Harry Potter i więzień Azkabanu (Harry Potter and the Prisoner of Azkaban), polskie wydanie: 31 stycznia 2001
- 2000: Harry Potter i Czara Ognia (Harry Potter and the Goblet of Fire), polskie wydanie: 29 września 2001
- 2003: Harry Potter i Zakon Feniksa (Harry Potter and the Order of Phoenix), polskie wydanie: 31 stycznia 2004
- 2005: Harry Potter i Książę Półkrwi (Harry Potter and the Half-Blood Prince), polskie wydanie: 28 stycznia 2006
- 2007: Harry Potter i Insygnia Śmierci (Harry Potter and the Deathly Hallows), polskie wydanie: 26 stycznia 2008

Książki dodatkowe do serii Harry Potter:
- 2001: Quidditch przez wieki (Quidditch through the Ages), polskie wydanie: 2002 (pod pseudonimem Kennilworthy Whisp)
- 2001: Fantastyczne zwierzęta i jak je znaleźć (Fantastic Beasts and where to find them), polskie wydanie: 2002 (pod pseudonimem Newt Scamander)
- 2016: Fantastyczne zwierzęta i jak je znaleźć (Fantastic Beasts and where to find them) – scenariusz filmowy
- 2007: Baśnie barda Beedle’a (The Tales of Beedle the Bard), polskie wydanie: 6 grudnia 2008 (pod pseudonimem Bard Beedle)

- 2022 Tajemnice Dumbledora (Fantastic Beasts: The Secrets of Dumbledore) zwiastun:

Opowiadania dodatkowe do serii Harry Potter:
- 2008: Prequel serii Harry Potter
- 2016: Short Stories from Hogwarts of Power, Politics and Pesky Poltergeists
- 2016: Short Stories from Hogwarts of Heroism, Hardship and Dangerous Hobbies
- 2016: Hogwarts: An Incomplete and Unreliable Guide

Sztuka teatralna:
- 2016 : Harry Potter i przeklęte dziecko (Harry Potter and the Cursed Child)

### SeriaCormoran Strike(pod pseudonimem Robert Galbraith)
- Wołanie kukułki (The Cuckoo’s Calling), brytyjskie wydanie: 4 kwietnia 2013[28] polskie wydanie: 4 grudnia 2013
- Jedwabnik (The Silkworm), brytyjskie wydanie: 19 czerwca 2014[29], polskie wydanie: 24 września 2014
- Żniwa zła (Career of Evil), brytyjskie wydanie: 22 października 2015, polskie wydanie: 13 stycznia 2016
- Zabójcza biel (Lethal White), brytyjskie wydanie: 18 września 2018, polskie wydanie: 28 listopada 2018
- Niespokojna krew (Troubled Blood), brytyjskie wydanie: 15 września 2020, polskie wydanie: 25 listopada 2020
- Serce jak smoła (The Ink Black Heart), brytyjskie wydanie: 30 sierpnia 2022, polskie wydanie: 26 października 2022
- Wartka śmierć (The Running Grave), brytyjskie wydanie: 26 września 2023, polskie wydanie: 6 grudnia 2023

### Inne książki
- 2012: Trafny wybór (The Casual Vacancy), polskie wydanie: 14 listopada 2012[30]
- 2020: Ikabog (The Ickabog)
- 2021: Gwiazdkowy Prosiaczek (The Christmas Pig)